# 二十世紀 (テレビ番組)
『二十世紀』（にじゅっせいき）は、1958年9月7日から1962年10月28日まで日本テレビで放送されていたドキュメンタリー番組である。富士写真フイルム（現・富士フイルムホールディングス）の一社提供。全217回。放送時間は毎週日曜 11:00 - 11:55 （日本標準時）。

## 概要
1957年、日本テレビの編成局に「教養部」が新設された。そこに配属されたスタッフは、本格的なテレビ番組を制作したいと模索していた。同年秋、アメリカのCBSが"The Twentieth Century"という、20世紀の種々相を描くドキュメンタリーフィルム1時間番組を開始すると、教養部はこれをヒントにし、世界の珍しい物や過去の歴史の名場面を放送する日曜11時台の（当時としては）大型番組を企画した。スタッフは海外のフィルムや古いフィルムを集め、それらを「日本の歴史」「世界の珍しい風俗」「動物の生態」「進歩している科学」の4分野に分けた。また、それぞれを4人のプロデューサーが分担した。そして各分野を原則として4週おきに放送し、毎回サブタイトルも付けていた。
その結果、老若男女家族ぐるみで視聴されるようになり、30%の視聴率を記録した。そしてこの路線は、『ノンフィクション劇場』などへと受け継がれた。その後、日本テレビの日曜11時台でドキュメンタリー番組が放送されるのは、23年半後の1991年4月に放送開始した『小朝の地球時代』からであるが、『地球時代』は30分番組であることから、1時間番組はこの番組が唯一である。

## 司会
- 関谷五十二（童話作家）
- ほかに、ライオンの「フジオ」がペットとして登場した。

## 放送内容
- 総予告編（第1回）
- ケニア草原（第2回）
- 日本の黎明（第3回）
- 世界の秘境アマゾン（第4回）
- 大空にはばたく（1959年4月12日）
- 開けゆく大地（1959年10月25日）
- アルゼンチン建国150年（1960年4月15日）
- 動乱のコンゴ（1960年10月16日）
- 今年も豊年（1961年10月22日）
- 21世紀への招待（1962年5月6日）
- EECの国々をゆく（1962年10月14日）
- ほか